# Septembre 1832

## Événements
- 10 septembre, France : Lamennais et les rédacteurs de L'Avenir publient une déclaration de soumission aux autorités romaines.

- 16 septembre : on apprend à Paris la chute de Varsovie.

- 20 septembre : Honoré de Balzac rejoint la Duchesse de Castries à Aix-les-Bains.

## Naissances
- 10 septembre : Otto Knille, peintre allemand († 7 avril 1898).
- 14 septembre : Temple Prime (mort en 1905), conchyliologiste amateur américain.
- 28 septembre : Émile Gaboriau, écrivain français († 1873).

## Décès
- 2 septembre : Franz Xaver von Zach (né en 1754), astronome autrichien.
- 17 septembre : Francesco Carelli (né en 1758), historien de l'art, numismate et archéologue italien.